# ボージガーレイ

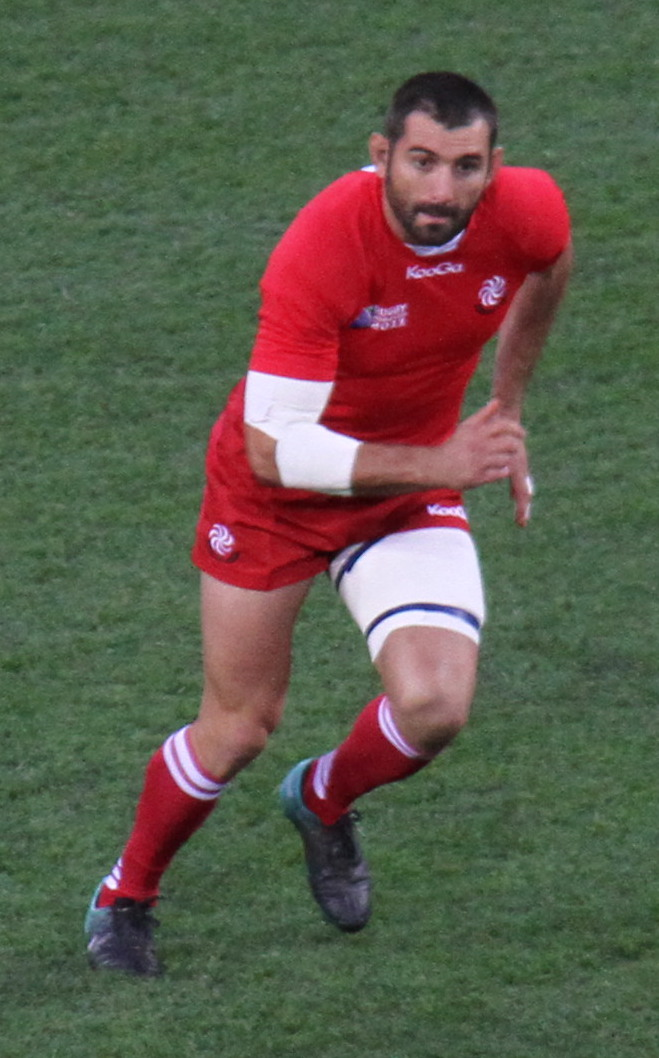
ジョージアのラグビープレイヤー。胸と腰の所にボージガーレイが確認できる

ボージガーレイ(グルジア語: ბორჯღალი)とは、ジョージアにおける太陽のシンボルである。7枚の回転対象の翼を円形にした形で構成される。生命の樹を上から見た構図とされ、広がった枝は未来、根の方は過去を意味し、大抵宇宙を意味する円の内側に描かれる。
永遠の運動と生命を同時に象徴し、メソポタミア文明の永遠と太陽のシンボルと関連している。
ボージガーレイは、ジョージア国の公式文書、身分証明書、パスポート、貨幣に見ることができる。1994年以来、ジョージアン・エアウェイズのロゴに使用されている。このシンボルは国際的に保護されていないため、ドイツでグルジアの伝統的なチーズ（スルグニ）を作っているチーズ会社のラベルに使用されている。

## ギャラリー

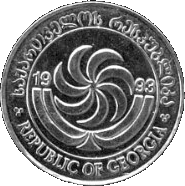
ジョージアの貨幣
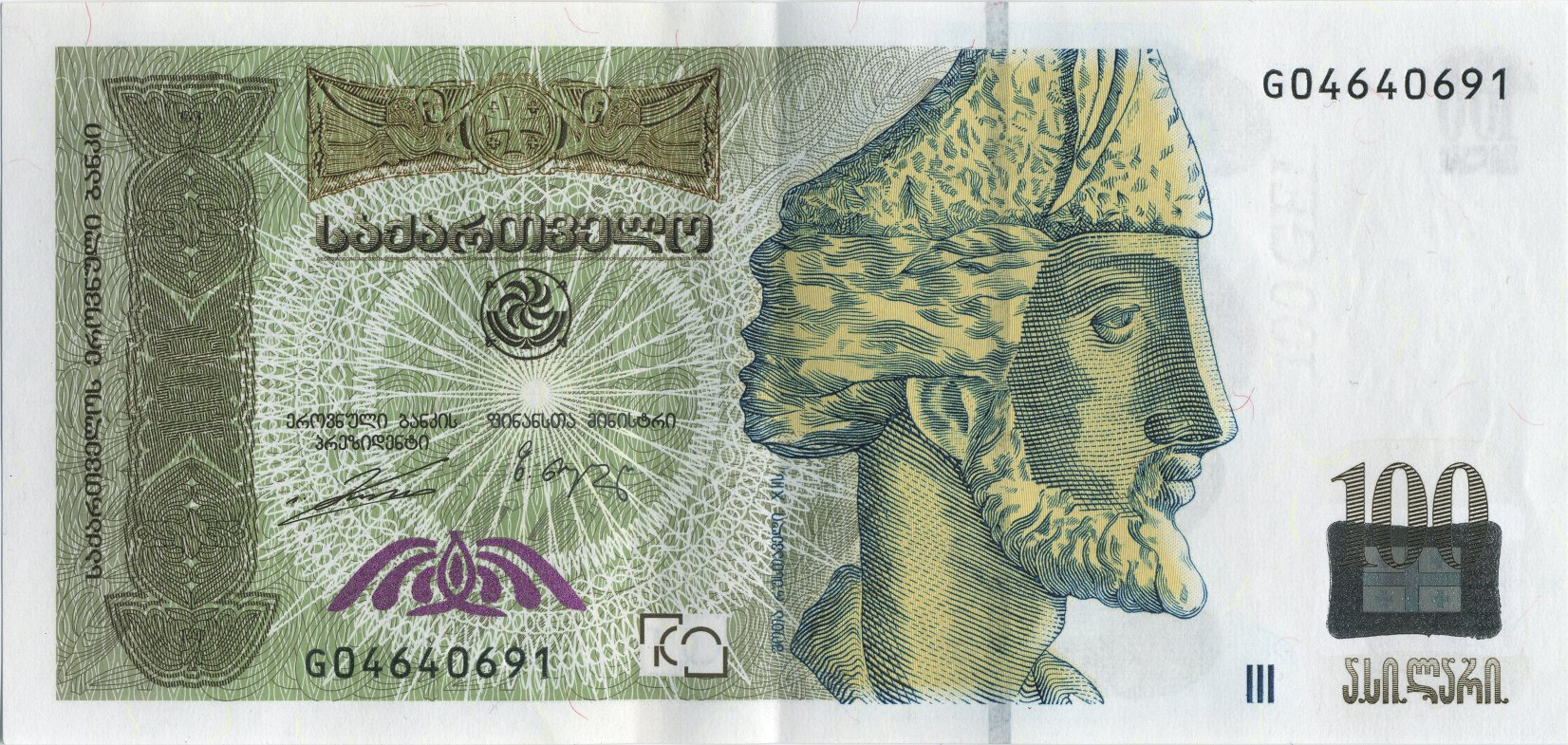
ジョージアの100 ラリ
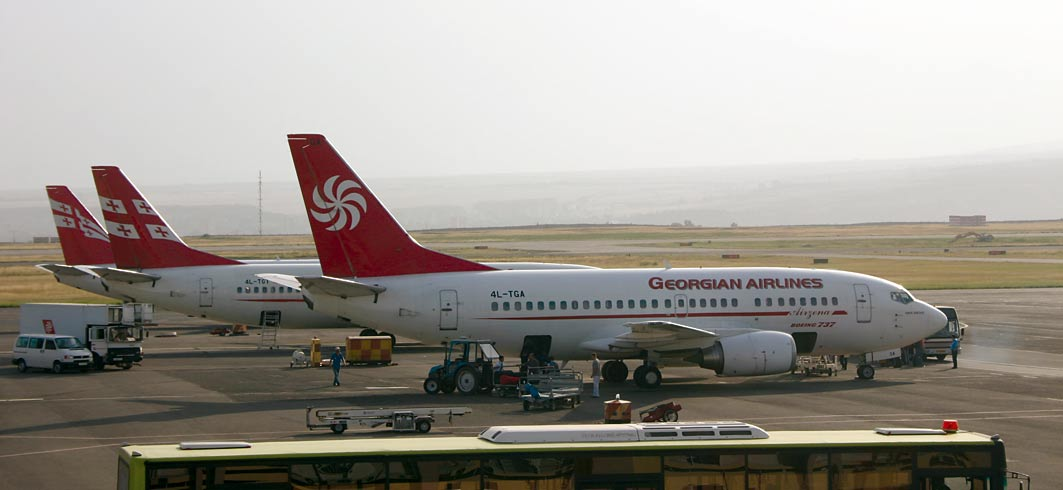
ジョージアン・エアウェイズ
1997-2004年のジョージアの軍艦旗